# Torre de Bagdad
La Torre de Bagdad, anteriormente conocida como Torre Internacional Saddam, es una estructura de 105 metros de altura o 205 contando la antena, que sirve para dar cobertura de televisión y radio a la ciudad de Bagdad, Irak. La torre se inauguró en 1994 sustituyendo los restos de la anterior torre de comunicaciones que fue destruida durante la Guerra del Golfo. En la cima posee un restaurante giratorio y una plataforma de observación para turistas en el último piso. Después de la invasión de Irak de 2003, la torre fue ocupada por soldados y francotiradores norteamericanos, cambiando el nombre primigenio Torre Internacional Saddam por el actual Torre de Bagdad.